# Казе Ромањоли (Анкона)
Казе Ромањоли је насеље у Италији у округу Анкона, региону Марке.
Према процени из 2011. у насељу је живело 49 становника. Насеље се налази на надморској висини од 157 м.